# Xu Anqi
Xu Anqi (许安琪) (Nanking, 23 januari 1992) is een Chinees schermster die actief is in de degen-categorie. 

## Biografie
Anqi begon met schermen op 12-jarige leeftijd. Ze maakte haar debuut bij de senioren op amper 15-jarige leeftijd op een wedstrijd in haar geboortestad Nanking. In 2012 kwalificeerde ze zich voor het team-evenement met de degen van de Olympische Zomerspelen. Ze behaalde samen met haar drie landgenoten Li Na, Luo Xiaojuan en Sun Yujie de gouden medaille.  

## Palmares
- Wereldkampioenschappen schermen
  - 2011:  - degen team
  - 2013:  - degen team
  - 2015:  - degen individueel

- Olympische Spelen
  - 2012:  - degen team

- Aziatische Spelen
  - 2012:  - degen individueel
  - 2013:  - degen individueel
  - 2015:  - degen individueel

## Wereldranglijst
Degen
| Jaar   | 2007 | 2008 | 2009 | 2010 | 2011 | 2012 | 2013 | 2014 | 2015 |
| ------ | ---- | ---- | ---- | ---- | ---- | ---- | ---- | ---- | ---- |
| Plaats | 211  | 193  | 42   | 51   | 27   | 20   | 4    | 15   | 2    |